# Nesticus monticola
Nesticus monticola là một loài nhện trong họ Nesticidae.
Loài này thuộc chi Nesticus. Nesticus monticola được Takeo Yaginuma miêu tả năm 1979.